# Carl Renz
Carl Renz (ur. 3 czerwca 1876 w Durlach, zm. 16 lutego 1951 w Atenach) – niemiecki paleontolog, badacz głowonogów.

## Życiorys
Carl Renz studiował na uniwersytetach we Wrocławiu, Monachium, Paryżu i Zurychu. W 1909 otrzymał habilitację na Uniwersytecie Wrocławskim, gdzie później uzyskał tytuł profesora. Prowadził badania naukowe między innymi na Śląsku i na Półwyspie Bałkańskim. Otrzymał doktorat honoris causa Uniwersytetu Ateńskiego. Król Grecji Jerzy II odznaczył go Orderem Feniksa. 
Geologiem był również jego syn Otto Renz.

## Osiągnięcia naukowe

### Znaczenie w historii nauki
Jednym z głównych tematów badań Carla Renza były kopalne głowonogi. Zajmował się między innymi dewońskimi (fameńskimi) głowonogami ze słynnego stanowiska w Dzikowcu, a także triasowymi głowonogami Grecji. Opisał liczne nowe taksony, na przykład rodzaje: Glatziella Renz, 1914 (fameńska klimenia), Psilobites Renz, 1911 (triasowy ceratyt) oraz Chiotites Renz & Renz, 1948 (triasowy ceratyt, opisany wspólnie przez Carla Renza i Ottona Renza).

### Wybrane publikacje
- Die triadischen Faunen der Argolis (1911)[3]
- Neue Arten aus dem Clymenienkalk von Ebersdorf in Schlesien (1914)[7]

## Upamiętnienie
Na jego cześć nazwano gatunek liasowego amonita Dayiceras renzi (Meister, 1913) (pierwotna nazwa Amaltheus renzi).